# هروشیوکا (کریمه)
هروشیوکا (به لاتین: Hrushivka) یک منطقهٔ مسکونی در اوکراین است که در شهرداری سوداک واقع شده‌است. هروشیوکا ۲٫۴ کیلومتر مربع مساحت و ۲٬۲۶۹ نفر جمعیت دارد و ۲۴۴ متر بالاتر از سطح دریا واقع شده‌است.